# 鄭燦
鄭燦（韓語：정찬，1971年2月23日—），韓國男演員。

## 演出作品

### 電視劇
- 1997年：KBS《我心中的天使》
- 1999年：KBS《學校2》
- 2001年：SBS《順子》
- 2003年：SBS《愛情萬歲》
- 2003年：MBC《聖女與魔女》飾演 安秀榮
- 2003年：MBC《男人香氣》
- 2004年：MBC《紅豆麵包》飾演 劉關何
- 2004年：SBS《土地》
- 2005年：SBS《那夏天的颱風》飾演 金韓熙[1]
- 2005年：KBS《黃金蘋果》飾演 朴正奎
- 2006年：MBC《有多愛》
- 2006年：SBS《戀人》飾演 姜世延
- 2007年：MBC《拍賣場》
- 2007年：MBC《New Heart》
- 2008年：SBS《小媳婦與少奶奶》飾演 馬剛敏
- 2009年：MBC《伊甸園之東》（特別演出）
- 2009年：SBS《原來是美男》飾演 安社長
- 2010年：MBC《蒲公英家族》飾演 閔明石
- 2010年：MBC《姐姐的三月》
- 2010年：MBC《暴風的戀人》飾演 李泰俊
- 2010年：MBC《個人取向》飾演 新郎（第1集）
- 2010年：SBS《微笑，媽媽》飾演 崔政運（客串暗戀欣英的人）
- 2011年：MBC《你真漂亮》飾演 警員 (客串)
- 2012年：SBS《電視劇帝王》飾演 林尚植（客串）
- 2012年：tvN《黃色復仇草》飾演 崔強旭
- 2012年：MBC《吳子龍走吧》飾演 金仁國
- 2013年：SBS《主君的太陽》飾演 路易張（第9集客串）
- 2013年：MBC《帝王之女守百香》飾演 東城王
- 2013年：SBS《熱愛》飾演 白英勳
- 2014年：JTBC《山蒜醬湯：12年後的重逢》飾演 許世民
- 2014年：MBC《暴風的女子》飾演 朴賢成
- 2014年：MBC《傲慢與偏見》飾演 崔光國/朴萬根
- 2015年：OCN《失蹤的黑色M》飾演 洪鎮基
- 2016年：SBS《戲子》
- 2016年：SBS《我們的甲順》飾演 全世方
- 2016年：SBS《愛是點點滴滴》飾演 韓宇萬
- 2018年：MBC《入贅丈夫吳作鬥》飾演 洪仁表
- 2019年：KBS《左撇子妻子》飾演 朴江哲
- 2019年：MBC《龍王保祐》飾演 馬成在
- 2019年：MBC《新入史官丘海昤》飾演 藝文館大提學
- 2021年：TVING《來魔女食堂吧》飾演 鄭漢勇（特別演出）
- 2024年：KBS2《無血無淚》飾演 尹利哲

### 電影
- 1998年：《Extra》（客串）
- 2002年：《[Over The Rainbow》
- 2002年：《Road Movie》
- 2004年：《我男朋友的羅曼史》（客串）
- 2004年：《Possible Changes》
- 2006年：《Woman On The Beach》
- 2007年：《Cute Of The Class》（客串）
- 2007年：《My New Partner》（客串）
- 2010年：《戀愛中毒》
- 2010年：《無法容忍》（主演）
- 2011年：《Link》
- 2011年：《蝟島》
- 2012年：《後宮：帝王之妾》
- 2012年：《Super Star》